# Dieidolycus adocetus
Dieidolycus adocetus är en fiskart som beskrevs av Anderson, 1994. Dieidolycus adocetus ingår i släktet Dieidolycus och familjen tånglakefiskar. Inga underarter finns listade i Catalogue of Life.